# 미드 시즌 인비테이셔널 2016 국제 와일드 카드
미드 시즌 인비테이셔널 2016 국제 와일드 카드는 마이너 지역 스프링 시즌 우승팀 8팀이 참가하여 1팀만 미드 시즌 인비테이셔널에 진출하게 된다.

## 개요
- 주최: 라이엇 게임즈
- 주관: 라이엇 게임즈

### 방식
- 그룹 스테이지: 풀 리그 단판 경기 방식으로 진행, 상위 4팀이 결승 토너먼트에 진출
- 결승 토너먼트: 5판 3선승제

### 일정
- 그룹 스테이지: 4월 16일(토) ~ 19일(화)
- 결승 토너먼트
  - 준결승: 4월 20일 (수) ~ 21일 (목)
  - 결승: 4월 23일 (토)

### 경기장
- 멕시코 멕시코시티 팔라시오 데 로스 데포르테스

## 참가팀
| 팀                  | 약칭 | 지역  | 자격                                            |
| ------------------- | ---- | ----- | ----------------------------------------------- |
| INTZ e스포츠        | ITZ  | CBLoL | 리그 오브 레전드 브라질 챔피언십 2016 서머 우승 |
| 사이공 조커스       | SAJ  | GPL   | 가레나 프로리그 2016 스프링 우승                |
| 슈퍼매시브 e스포츠  | SUP  | TCL   | 터키 챔피언십 리그 2016 윈터 우승               |
| 하드 랜덤           | HR   | LCL   | 리그 오브 레전드 컨티넨탈 리그 2016 스프링 우승 |
| 데토네이션 포커스미 | DFM  | LJL   | 리그 오브 레전드 일본 리그 2016 시즌 1 우승     |
| 치프스 e스포츠 클럽 | CHF  | OPL   | 오세아니아 프로리그 2016 스플릿 1 우승          |
| 라이온 게이밍       | LYN  | LLN   | 라틴 아메리카 북부 리그 2016 오프닝 컵 우승     |
| 이수루스 게이밍     | ISG  | CLS   | 라틴 아메리카 남부 리그 2016 오프닝 컵 우승     |

## 그룹 스테이지
| 팀                  | 경기 | 승 | 패 | 결과          | 비고                |
| ------------------- | ---- | -- | -- | ------------- | ------------------- |
| 슈퍼매시브 e스포츠  | 8    | 6  | 2  | 결승 토너먼트 | vs HR 승/vs ITZ 패  |
| 하드 랜덤           | 9    | 6  | 3  | 결승 토너먼트 | vs ITZ 승/vs SUP 패 |
| INTZ e스포츠        | 8    | 5  | 3  | 결승 토너먼트 | vs SUP 승/vs HR 패  |
| 사이공 조커스       | 7    | 4  | 3  | 결승 토너먼트 |                     |
| 데토네이션 포커스미 | 7    | 3  | 4  | 탈락          | vs CHF 승           |
| 치프스 e스포츠 클럽 | 7    | 3  | 4  | 탈락          | vs DFM 패           |
| 이수루스 게이밍     | 7    | 2  | 5  | 탈락          |                     |
| 라이온 게이밍       | 7    | 1  | 6  | 탈락          |                     |

| 대 진 표            | 대 진 표 | 대 진 표 | 대 진 표            | 일 정             | 일 정           |
| ------------------- | -------- | -------- | ------------------- | ----------------- | --------------- |
| 블루 진영           | 스코어   | 스코어   | 레드 진영           | 매치 번호         | 날짜            |
| 라이온 게이밍       | 패       | 승       | 이수루스 게이밍     | 1경기             | 2016년 4월 16일 |
| 하드 랜덤           | 승       | 패       | INTZ e스포츠        | 2경기             | 2016년 4월 16일 |
| 슈퍼매시브 e스포츠  | 승       | 패       | 치프스 e스포츠 클럽 | 3경기             | 2016년 4월 16일 |
| 데토네이션 포커스미 | 패       | 승       | 사이공 조커스       | 4경기             | 2016년 4월 16일 |
| 치프스 e스포츠 클럽 | 패       | 승       | 하드 랜덤           | 5경기             | 2016년 4월 16일 |
| INTZ e스포츠        | 승       | 패       | 라이온 게이밍       | 6경기             | 2016년 4월 16일 |
| 이수루스 게이밍     | 패       | 승       | 데토네이션 포커스미 | 7경기             | 2016년 4월 16일 |
| 치프스 e스포츠 클럽 | 승       | 패       | INTZ e스포츠        | 8경기             | 2016년 4월 17일 |
| 사이공 조커스       | 승       | 패       | 슈퍼매시브 e스포츠  | 9경기             | 2016년 4월 17일 |
| 하드 랜덤           | 승       | 패       | 라이온 게이밍       | 10경기            | 2016년 4월 17일 |
| INTZ e스포츠        | 승       | 패       | 이수루스 게이밍     | 11경기            | 2016년 4월 17일 |
| 라이온 게이밍       | 승       | 패       | 데토네이션 포커스미 | 12경기            | 2016년 4월 17일 |
| 이수루스 게이밍     | 승       | 패       | 사이공 조커스       | 13경기            | 2016년 4월 17일 |
| 데토네이션 포커스미 | 패       | 승       | 슈퍼매시브 e스포츠  | 14경기            | 2016년 4월 17일 |
| 슈퍼매시브 e스포츠  | 승       | 패       | 하드 랜덤           | 15경기            | 2016년 4월 18일 |
| 사이공 조커스       | 승       | 패       | 치프스 e스포츠 클럽 | 16경기            | 2016년 4월 18일 |
| INTZ e스포츠        | 승       | 패       | 데토네이션 포커스미 | 17경기            | 2016년 4월 18일 |
| 하드 랜덤           | 승       | 패       | 이수루스 게이밍     | 18경기            | 2016년 4월 18일 |
| 치프스 e스포츠 클럽 | 승       | 패       | 라이온 게이밍       | 19경기            | 2016년 4월 18일 |
| 이수루스 게이밍     | 패       | 승       | 슈퍼매시브 e스포츠  | 20경기            | 2016년 4월 18일 |
| 라이온 게이밍       | 패       | 승       | 사이공 조커스       | 21경기            | 2016년 4월 18일 |
| 사이공 조커스       | 패       | 승       | 하드 랜덤           | 22경기            | 2016년 4월 19일 |
| 데토네이션 포커스미 | 승       | 패       | 치프스 e스포츠 클럽 | 23경기            | 2016년 4월 19일 |
| 슈퍼매시브 e스포츠  | 패       | 승       | INTZ e스포츠        | 24경기            | 2016년 4월 19일 |
| 치프스 e스포츠 클럽 | 승       | 패       | 이수루스 게이밍     | 25경기            | 2016년 4월 19일 |
| 하드 랜덤           | 패       | 승       | 데토네이션 포커스미 | 26경기            | 2016년 4월 19일 |
| 라이온 게이밍       | 패       | 승       | 슈퍼매시브 e스포츠  | 27경기            | 2016년 4월 19일 |
| INTZ e스포츠        | 승       | 패       | 사이공 조커스       | 28경기            | 2016년 4월 19일 |
| 하드 랜덤           | 승       | 패       | INTZ e스포츠        | 순위 결정전 1경기 | 2016년 4월 19일 |
| 하드 랜덤           | 패       | 승       | 슈퍼매시브 e스포츠  | 순위 결정전 2경기 | 2016년 4월 19일 |

## 결승 토너먼트
|  | 준결승전 | 준결승전           | 준결승전 |           |    | 결승전             | 결승전 | 결승전 |  |
|  |          |                    |          |           |    |                    |        |        |  |
|  | 1st      | 슈퍼매시브 e스포츠 | 3        |           |    |                    |        |        |  |
|  | 1st      | 슈퍼매시브 e스포츠 | 3        |           |    |                    |        |        |  |
|  | 4th      | 사이공 조커스      | 0        |           |    |                    |        |        |  |
|  | 4th      | 사이공 조커스      | 0        |           | W1 | 슈퍼매시브 e스포츠 | 3      |        |  |
|  |          |                    |          |           | W1 | 슈퍼매시브 e스포츠 | 3      |        |  |
|  |          |                    | W2       | 하드 랜덤 | 1  |                    |        |        |  |
|  | 2nd      | 하드 랜덤          | W2       | 하드 랜덤 | 1  | 3                  |        |        |  |
|  | 2nd      | 하드 랜덤          |          |           |    |                    |        |        |  |
|  | 3rd      | INTZ e스포츠       | 0        |           |    |                    |        |        |  |

### 준결승전
| 대 진 표           | 대 진 표 | 대 진 표 | 대 진 표      | 세트 결과 | 세트 결과 | 세트 결과 | 세트 결과 | 세트 결과 | 일 정           |
| 팀 1               | 스코어   | 스코어   | 팀 2          | 1세트     | 2세트     | 3세트     | 4세트     | 5세트     | 일 정           |
| ------------------ | -------- | -------- | ------------- | --------- | --------- | --------- | --------- | --------- | --------------- |
| 하드 랜덤          | 3        | 0        | INTZ e스포츠  | HR        | HR        | HR        | X         | X         | 2016년 4월 20일 |
| 슈퍼매시브 e스포츠 | 3        | 0        | 사이공 조커스 | SUP       | SUP       | SUP       | X         | X         | 2016년 4월 21일 |

### 결승전
| 대 진 표  | 대 진 표 | 대 진 표 | 대 진 표           | 세트 결과 | 세트 결과 | 세트 결과 | 세트 결과 | 세트 결과 | 일 정           |
| 팀 1      | 스코어   | 스코어   | 팀 2               | 1세트     | 2세트     | 3세트     | 4세트     | 5세트     | 일 정           |
| --------- | -------- | -------- | ------------------ | --------- | --------- | --------- | --------- | --------- | --------------- |
| 하드 랜덤 | 1        | 3        | 슈퍼매시브 e스포츠 | SUP       | HR        | SUP       | SUP       | X         | 2016년 4월 23일 |